# Артемівський вчительський інститут
Артемівський вчительський інститут — навчальний заклад у місті Бахмут.

## Історія
Дані вкрай фрагментарні. За державним архівом (loc. cit.): Створений в 30-ті роки. Проте існує чимало вказівок на те, що інститут (як курси?) існував вже у 1921 році (з 1 березня 1921 року), коли Бахмут став губернським центром, і саме з нього почався Донецький ІНО (інститут народної освіти), який в подальшому, у 1923 р. переїхав до Луганська, а 1934 року став Луганським педінститутом.
У вересні 1952 р. об'єднаний зі Слов'янським учительським інститутом (нині — Донбаський державний педагогічний університет).
Як й інших освітніх закладів, у часи комунізму його торкнулися репресії: 1934-го року було «почищено» Артемівський ІНО. Зокрема, у останній праці зазначається: «1934-го року було „почищено“ Артемівський ІНО, що опікувався Слов'янським педтехнікумом. Одним з „найстрашніших“ викладачів з точки зору радянської влади був зав. кафедрою української мови Йосип Скатинський — заступник міністра віросповідань в одному зі складів уряду УНР. Можна тільки здогадуватися, які кадри він зміг влаштувати як викладачів. У 1932-му році Слов'янськ відвідав Микола Скрипник. Він є на фото в колі слов'янських учителів, випускник педтехнікуму Федір Баглай розповідав авторові з якою помпою його зустрічали у місті».
У 1954 р. Артемівський учительський інститут разом із Старобільським учительським інститутом були реорганізовані у Слов'янський державний педагогічний інститут. Директором СДПІ призначили кандидата філологічних наук, доцента Ф. М. Ялового (1954—1959 рр.).

## Відомі випускники та науковці
- Янко Микола Тимофійович — краєзнавець, випускник 1940 року.
- Королюк Володимир Семенович — математик, працював бл. 1950 року.
- Лейко Григорій Федорович — педагог.